# Photedes kasyi
Photedes kasyi är en fjärilsart som beskrevs av Zoltan Varga 1970. Photedes kasyi ingår i släktet Photedes och familjen nattflyn. Inga underarter finns listade i Catalogue of Life.